# 沃尔马·博斯特伦
沃尔马·博斯特伦（瑞典語：Wollmar Boström，1878年6月15日—1956年11月7日），瑞典男子网球运动员。他曾代表瑞典参加1908年和1912年夏季奥林匹克运动会网球比赛，其中1908年奥运会获得一枚铜牌。